# Vesunna
Pour les articles homonymes, voir Vesunna (homonymie).
Vesunna (ou Vĕsunna, en grec Ουέσουνα et francisé en Vésone ou Vésunne)  est la capitale romaine du peuple gaulois des Pétrocores. Intégrée dans la province de Gaule aquitaine, elle se développe aux Ier et IIe siècles de notre ère. C'est aujourd'hui le quartier sud de la ville de Périgueux, située dans le département de la Dordogne.

## Toponymie
Le site antique porte le nom de la déesse éponyme que les habitants de Vesunna vénéraient.

## Histoire
En 700 av. J.-C., la vallée de l'Isle est occupée par les Ligures qui en sont chassés vers 500 av. J.-C. par les Ibères.
Vers 200 av. J.-C., « les Pétrocoriens habitent la région située entre la Dordogne et la Vézère », selon Venceslas Kruta. Ils s'installent pendant cette période sur les hauteurs en rive gauche de l'Isle et créent, sur les collines de l'Écornebœuf et de la Boissière, sur l'actuel territoire de Coulounieix-Chamiers, un camp fortifié à la Boissière, également connu sous le nom de « camp de César à la Curade »,. Entre les deux collines se trouve la fontaine sacrée des Jameaux, probablement dédiée à Ouesona, déesse-mère protectrice des eaux bienfaisantes d'après Claude Chevillot. Les Pétrocores sont installés en Gaule et non en Aquitaine, car avant la conquête romaine, ces deux territoires sont séparés par la rivière Garumna.
En 52 av. J.-C., Vercingétorix demande aux Pétrocores d'envoyer 5 000 guerriers, pour l'aider à affronter les légions romaines de Jules César.
En 27 av. J.-C., lors de l'organisation administrative de la Gaule effectuée par Auguste, Périgueux est placée dans la province aquitaine. L'oppidum de la Boissière est abandonné et la cité gallo-romaine municipe Vesunna, future Périgueux, est créée entre 25 et 16 av. J.-C. dans une boucle sur la rive droite de l'Isle. Elle bénéficie de la puissance publique romaine. À cette date, Vesunna fait partie des vingt-et-une cités de la province Aquitaine.
C'est au Ier siècle apr. J.-C. que la ville, en tant que cité romaine, connait son plus grand essor, principalement sur le point de vue de l'urbanisme, où les plus grands monuments publics sont construits d'après des plans romains, comme le forum, l'amphithéâtre et les thermes. Tout au long du IIe siècle, le chantier urbain se poursuit : on agrandit les bâtiments déjà érigés mais on construit également de plus en plus de domus. À la fin du IIIe siècle, à la suite de l'invasion attribuée aux Alamans, la cité romaine se rétrécit sur cinq hectares et demi, en se retirant sur un petit plateau derrière des remparts, édifiés entre 276 et 290. Intégrant la moitié nord-ouest de l'amphithéâtre de Vesunna, les murailles de la citadelle gallo-romaine sont construites par remploi d'éléments des monuments de la ville (des vestiges subsistent de ces remparts) et cette troisième cité prend le nom de Civitas Petrucoriorum (« cité des Pétrocores »), lieu qui va devenir « la Cité ». Cette enceinte compte à l'époque vingt-quatre tours, vingt-trois courtines et quatre portes, dont seulement deux subsistent aujourd'hui : la porte Normande et la porte de Mars,.
Selon le géographe Strabon, les Pétrocores travaillent beaucoup le fer.
Au début du Ve siècle, les Wisigoths ravagent Vésone, notamment ses édifices religieux, et s'installent sur le site, malgré la résistance organisée en l'an 407 par Pégase, l'occupant du siège épiscopal,. Vers 465, le roi des Wisigoths, Euric, martyrise l'évêque et interdit le culte catholique en fermant les lieux de culte et en supprimant l'évêché. Ce n'est qu'à partir de l'an 506 que l'évêque Chronope peut restaurer le culte et les églises.
Vesunna est devenue, à l'intérieur de l'enceinte gallo-romaine, « La Cité », ville des comtes et évêques du Périgord. À quelques centaines de mètres, à l'est, a été fondée au XIe siècle la collégiale Saint-Front qui a donné naissance à la cité du Puy-Saint-Front. La Cité a fusionné en septembre 1240, avec la cité médiévale voisine (et rivale), du Puy-Saint-Front, pour constituer la ville de Périgueux.